# Henrique Stuart, Duque de Gloucester (1640-1660)
Henrique Stuart, Duque de Gloucester (em inglês: Henry Stuart; Surrey, 8 de julho de 1640 – Londres, 13 de setembro de 1660) foi o filho mais novo do rei Carlos I de Inglaterra e sua esposa Henriqueta Maria de França.

## Possível Herdeiro
Após a derrota do pai no final da Guerra Civil Inglesa, Henrique (ao contrário dos irmãos mais velhos, que fugiram com a mãe para França) foi capturado e levado para Londres. Partilhou grande parte do período de prisão com a sua irmã mais velha, Isabel. Foi colocado nos aposentos reais da Torre Branca, na Torre de Londres, sob "protecção" do exército republicano. Durante os debates entre os líderes do exercito republicano, Oliver Cromwell e Henry Ireton, sobre o tipo de regime que deveria suceder ao reinado abolido de Carlos I, surgiu brevemente a hipótese de colocar o jovem príncipe no trono num reinado de tipo limitado, uma monarquia constitucional, que o parlamento que desejava. Esta sugestão surgiu em parte devido à percepção de que, ao contrário dos seus irmãos Carlos e Jaime, Henrique era demasiado jovem para ter sido "corrompido" pelos ideias católicos e absolutistas dos seus pais, e poderia ser educado por tutores que partilhavam a mesma opinião do parlamento. Contudo, esta opção foi rapidamente esquecido, uma vez que o parlamento provisório preferiu o estabelecimento de uma comunidade republicana. Henrique foi enviado para um local mais confortável e pôde viver em relativa liberdade, embora sempre vigiado pelos guardas parlamentares.
Henrique e a irmã tiveram permissão para visitar o pai na véspera da sua execução em Janeiro de 1649. Isabel tinha na altura treze anos e Henrique oito. Mais tarde, Isabel escreveu um testemunho comovente sobre este encontro que foi encontrado entre os seus bens quando ela morreu em Setembro de 1650:
"Pediu-nos para dizer à minha mãe que nunca tinha deixado de pensar nela e que o seu amor permaneceria o mesmo até ao fim. No final, ordenou-me a mim e ao meu irmão para obedecermos à nossa mãe; e pediu-me para dar a sua bênção ao resto dos meus irmãos e irmãs, com comunicações para todos os seus amigos. Depois, colocando o meu irmão Gloucester no joelho, disse-lhe: 'Meu querido, agora vão cortar a cabeça do teu pai.' E com Gloucester, olhando para mim muito intensamente, ele repetiu, 'Atenção, meu filho, aquilo que te digo: vão cortar-me a cabeça e talvez te façam rei. Mas presta bem atenção ao que te digo. Não deves ser rei antes dos teus irmãos Carlos e Jaime forem vivos; porque vão cortar a cabeça dos teus irmãos quando os apanharem e também vão acabar por te cortar a cabeça a ti e, por isso, rogo-te, não sejas rei por causa deles.' Depois de ouvir isto, o meu irmão suspirou profundamente e respondeu: 'Vão cortar-me aos pedaços primeiro!' E estas palavras, surgidas tão inesperadamente de uma criança, alegraram muito o meu pai. E Sua Majestade falou-lhe do bem da sua alma, e de manter a sua religião, ordenando-lhe que temesse a Deus e, assim Ele cuidaria dele. Depois, ordenou-nos que perdoássemos aquelas pessoas, mas que nunca confiássemos nelas; pois elas tinham sido muito falsas com ele e com aqueles que lhe tinham dado poder, e também temia pelas suas almas. E desejou que eu não ficasse triste por ele, porque iria morrer como mártir, e que não duvidasse que o Senhor iria entregar o trono ao seu filho, e que todos devíamos ficar mais felizes do que poderíamos esperar se ele tivesse vivido; e disse muito mais coisas que neste momento não me recordo."

## Paris
Em 1652, Oliver Cromwell finalmente aceitou a libertação de Henrique e o jovem príncipe viajou para Paris, onde se reunir com a sua mãe e irmãos. Contudo, alguma da influência que Cromwell tinha esperado exercer em Henrique parece ter surtido efeito uma vez que o duque de Gloucester tornou-se um protestante convicto e tinha desentendimentos graves com a sua mãe sobre religião e política. Os dois chegaram ao ponto de não se entenderem e Henriqueta praticamente expulsou o filho de Paris, o que o levou a juntar-se aos exércitos espanhóis que lutavam em Dunquerque. Henrique destingiu-se consistentemente no campo de batalha e gradualmente conquistou a reputação de um dos melhores soldados protestantes da Europa. Foi durante esta campanha militar que conheceu o renegado comandante militar francês, o príncipe de Condé, que liderava as forças espanholas. O facto de ambos serem contra a igreja católica (Condé era agnóstico e um dos principais defensores dos huguenotes) fez com que os dois se tornassem muito próximos. Pouco antes de morrer, correu o rumor de que Henrique se casaria com a sobrinha de Condé.

## Restauração
Após a conclusão do tratado de paz entre França e Espanha, Henrique passou a residir numa das propriedades de Condé até que a morte de Oliver Cromwell e o gradual colapso da Commonwealth levaram à Restauração da monarquia e o duque voltou a reunir-se com o seu irmão Carlos. Regressou a Inglaterra juntamente com a procição triunfante de Carlos pelas ruas de Londres em Maio de 1660 e passou a residir em Whitehall.

## Morte
Henrique recebeu o título de Duque de Gloucester e Conde de Cambridge do seu irmão Carlos II, mas morreu subitamente de varíola pouco depois, deixando o irmão muito perturbado. Algumas décadas depois, durante a crise de exclusão, Henrique foi visto como uma espécie de "líder perdido"; uma alternativa legitima, guerreira e protestante às escolhas integráveis de Jaime, Duque de Iorque, e James Scott.